# هوتیا
هوتیا (نام علمی: Capromyidae) این جوندگان بسیار کمیاب‌اند. آن‌ها از گیاهان تغذیه می‌کنند و با تعقیب جانوران کوچکی نظیر حلزونها و مارمولکها روی درختان، آن‌ها را شکار می‌کنند.

## گونه‌ها

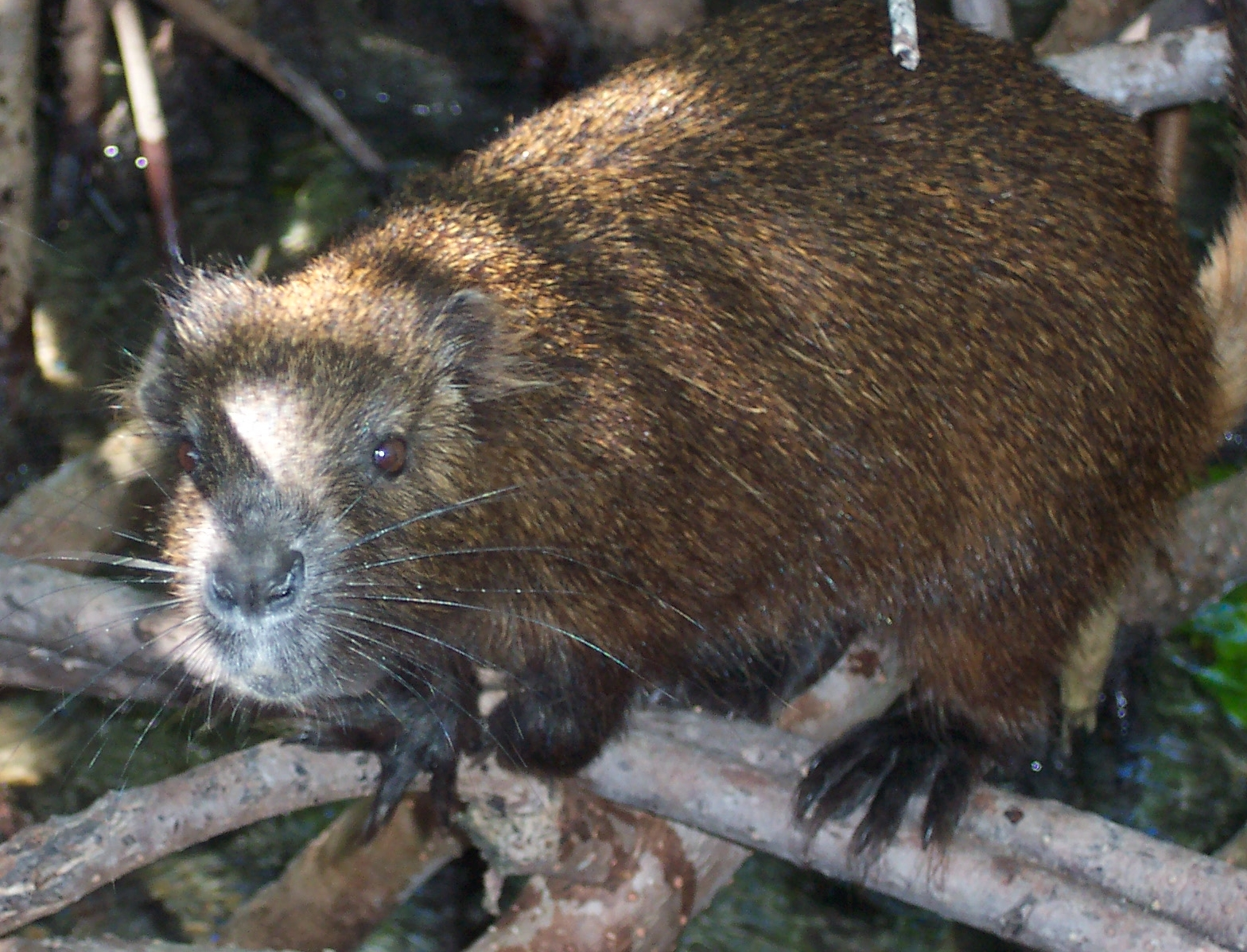
هوتیا

Order جوندگان
Suborder تشی‌آروارگان
خانواده Capromyidae
زیر خانواده Capromyinae
هوتیای کوبایی
هوتیای کوبایی (Capromys pilorides)
هوتیاهای زمینی
هوتیای باهامایی (Geocapromys ingrahami)
هوتیای جامائیکایی (Geocapromys brownii)
Little Swan Island hutia (†Geocapromys thoracatus)
هوتیاهای میانه
هوتیای کابررا (Mesocapromys angelcabrerai)
هوتیای کوتوله (Mesocapromys nanus)
هوتیای گوش‌دار (Mesocapromys auritus)
San Felipe hutia (Mesocapromys sanfelipensis)
Mysateles
هوتیای دم‌سیاه (Mysateles melanurus)
هوتیای گاریدو (Mysateles garridoi)
هوتیای دم‌گیره‌ای چپمن (Mysateles gundlachi)
هوتیای دم‌گیره‌ای (Mysateles prehensilis)
هوتیای درختی ایسلا دلا خوونتود (Mysateles meridionalis)
زیر خانواده †Hexolobodontinae
† Hexolobodon 
Imposter hutia (†Hexolobodon phenax)
زیر خانواده Isolobodontinae
†Isolobodon
Montane hutia (†Isolobodon montanus)
Puerto Rican hutia (†Isolobodon portoricensis)
زیرخانواده Plagiodontinae
اریب‌دندان‌ها
هوتیای هیسپانیولا (Plagiodontia aedium)
Samana hutia (†Plagiodontia ipnaeum)
San Rafael hutia (†Plagiodontia araeum)
†هوتیای لمکی
هوتیای لمکی (†Rhizoplagiodontia lemkei)

## نگارخانه

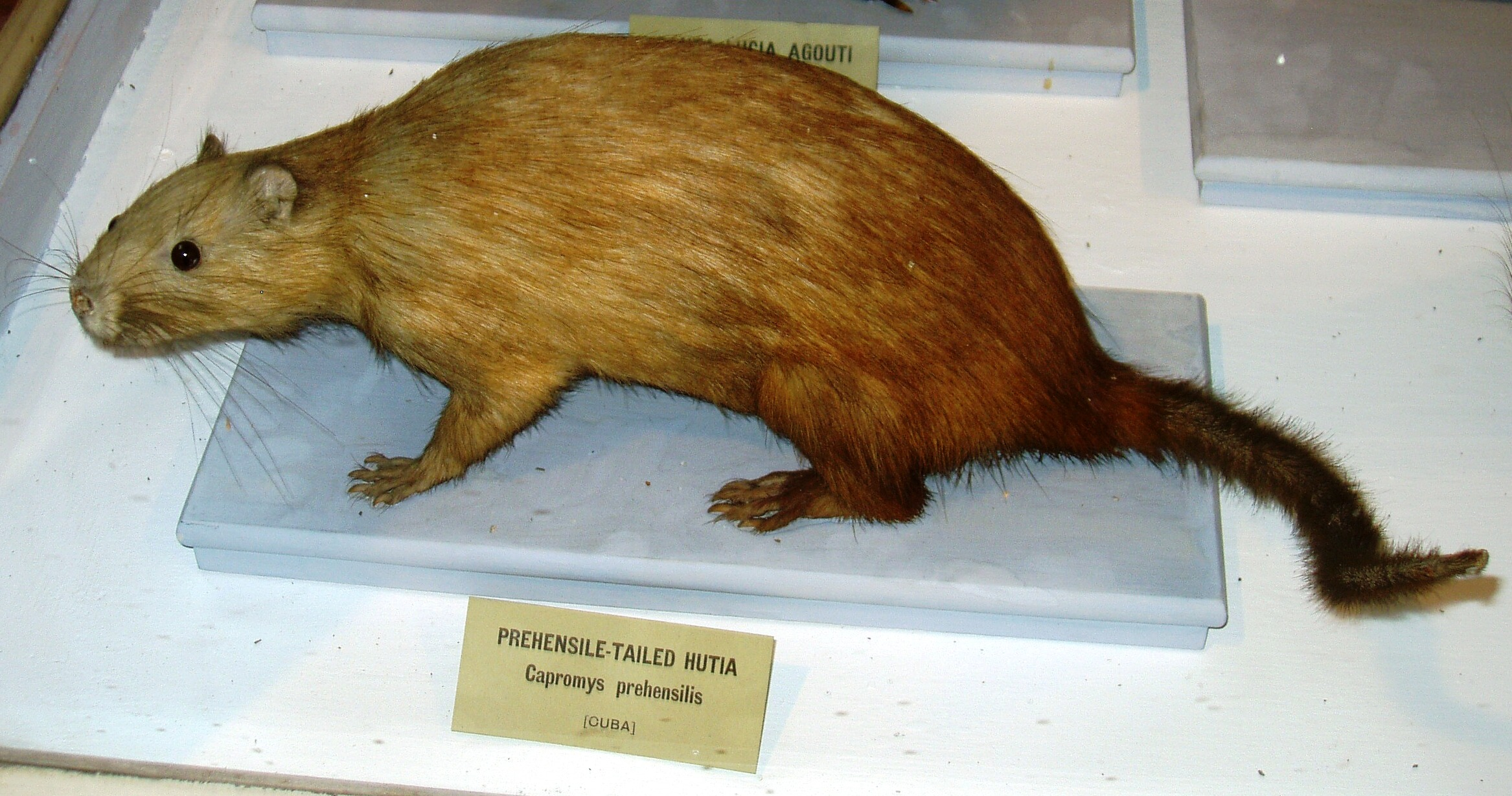
هوتیای دم‌گیره‌ای (Mysateles prehensilis)